# Yalgo
Yalgo è un dipartimento del Burkina Faso classificato come comune, situato nella Provincia  di Namentenga, facente parte della Regione del Centro-Nord.
Il dipartimento si compone del capoluogo e di altri 10 villaggi: Bankienga, Boulmanga, Gouengo, Kario, Kom-kom-Yiri, Koulgonda, Mamanguel, Meodjé, Nongfaïré e Taparko.